# トライジェット
トライジェット（英語: Trijet）または3発ジェット機は、3つのジェットエンジンを搭載したジェット機である。
一般に、旅客航空のトライジェットは、ターボファン技術の進歩に加えて、革新的なエンジン位置により、第2世代のジェット旅客機と見なされている。
トライジェットはクワッドジェット（4発ジェット機）よりも効率的であるが、ツインジェット（双発ジェット機）ほど効率的ではない。その後、ツインジェットは、ターボファンジェットエンジンが高出力、高燃費化に加え、ETOPSの認定により長距離の洋上飛行が可能になったため、トライジェットに取って代わった。

## 設計
トライジェットに関する考慮事項の1つは、中央エンジンの配置である。これは通常、エンジンを中心線に沿って配置することで実現されるが、それでも問題が発生する。
最も一般的な構成は、中央エンジンを後部胴体に配置し、 Sダクトから空気を供給することである。これは、ホーカー・シドレー・トライデント、ボーイング727 、ツポレフTu-154 、ロッキードL-1011トライスター、そして最近ではダッソーファルコン7Xで使用されている。Sダクトは抗力が低く、3番目のエンジンは中心線の近くに取り付けられているため、通常、エンジンが故障した場合でも航空機は扱いやすい。ただし、Sダクトの設計は非常に複雑でコストがかかり、中央のエンジンベイは開発当初のエンジンとは違う新型エンジンへの換装を行う場合に構造を変更する必要がある。たとえば、ボーイング727の中央ベイは、より低騒音かつ高出力の新型の高バイパス比ターボファンエンジンを収容するのに十分な幅がないため、既存の機体への換装が不可能であった。ボーイングは、開発や再設計には費用がかかりすぎると判断し、ボーイング727の生産を終了した。ロッキードトライスターのテールセクションは、新しい3軸式のロールス・ロイスRB211エンジンに対応するためだけに設計されていたため、既存の2軸式エンジンが収まらないほど短かかった。このため、RB211の開発が遅延すると別のエンジンに交換できない弊害でトライスターの就役開始が遅れ、販売に影響が出た。
マクドネル・ダグラスDC-10および関連するMD-11は、代替の「ストレートスルー」レイアウトを使用しており、エンジンの取り付け、変更、およびアクセスが容易になっている。また、エンジン変更時の再設計がはるかに簡単であるという追加の利点もある。ただし、これはSダクトと比較して空気力学を犠牲にし、エンジンは翼に取り付けられたエンジンよりもはるかに高い位置にあるため、エンジンの故障によりピッチングモーメントが大きくなり制御が困難になる。

## 長所と短所

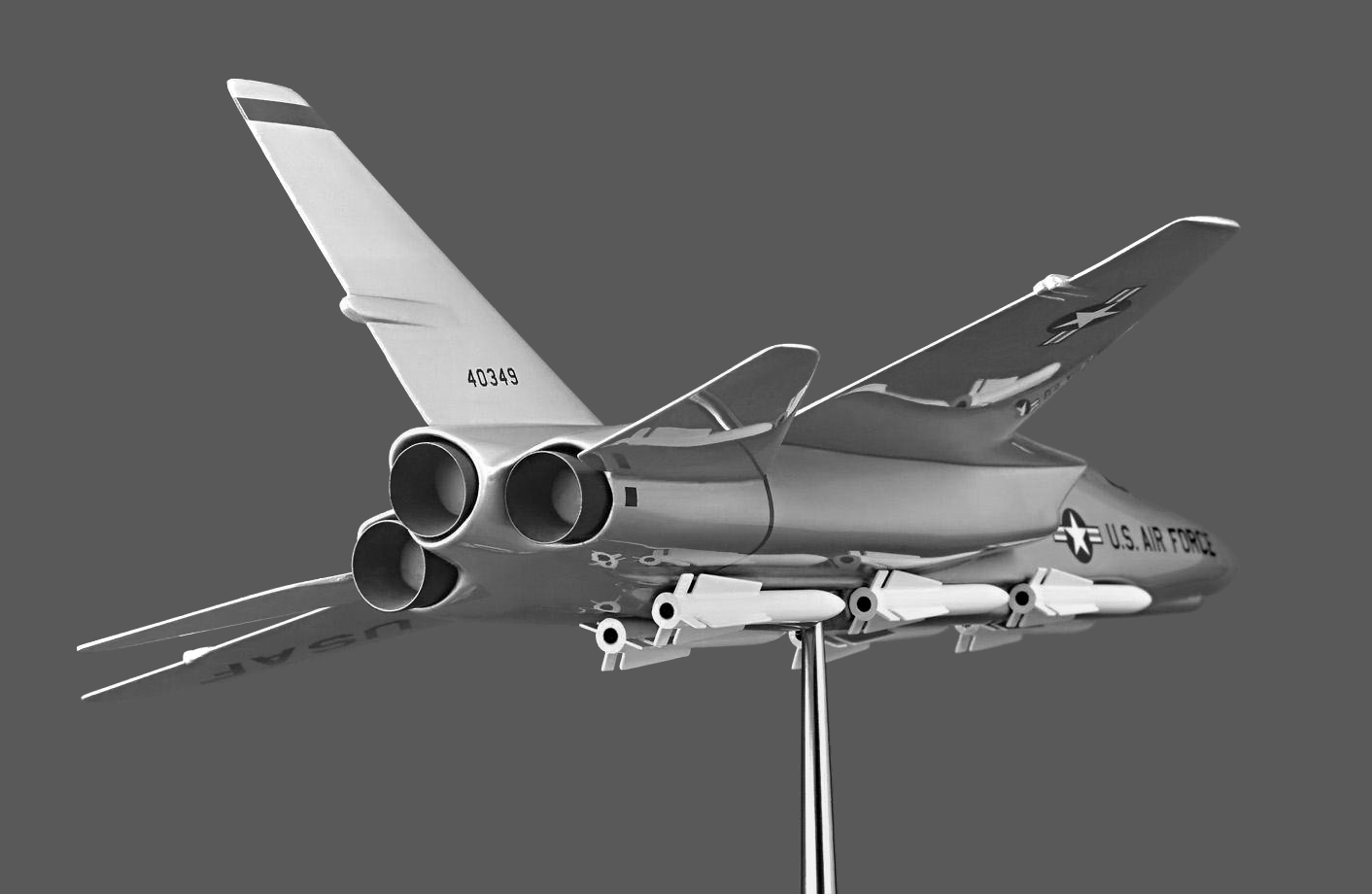
NR-349.

トライジェットの設計の主な利点の1つは、すべてのエンジンを主翼に取り付けたツインジェットおよびクワッドジェットと比較して、翼を胴体のさらに後方に配置できることである。また、メインキャビンの出口と入口のドアをより中央に配置。搭乗と飛行機の離陸を迅速化し、所要時間を短縮する。
後部に取り付けられたエンジンと翼は航空機の重心を後方にシフトし、燃料効率を改善するが、これにより飛行機の安定性がわずかに低下し、離着陸時の取り扱いが困難になる。
なお、ツインジェットないしクワッドジェット機でも、全てのエンジンを尾翼付近の後部胴体左右に配置するアフトエンジン式の機体（ツインジェットではリージョナルジェットやビジネスジェットのほか、マクドネルダグラス DC-9とその派生型が挙げられる。クワッドジェットではヴィッカース VC-10やイリューシンIl-62が挙げられる）では、翼がさらに後方に配置され、重心がより後方にあるなど、トライジェット設計と同様の長所/短所がある。
トライジェットは、エンジンが飛行機の中で最も高価な部分であり、エンジンが多いほど燃料を消費するため、4発ジェット機よりも効率的で安価である。特に、クアッドジェットとトライジェットが同様の出力のエンジンを共有している場合、より多くのエンジンを使用すると、より多くの燃料を消費するため、トライジェット構成は、大型のクアッドジェットと比較して中型旅客機により適している。ただし、主にテールを介して3番目のエンジンを取り付けることの難しさと複雑さのために購入価格が高くなると、この利点がいくらか打ち消される。
トライジェットは推力が追加されているため、エンジンが故障した場合、ツインジェットと比較して離陸性能がわずかに向上する。航空機の離陸性能は通常、エンジンの故障の可能性を考慮して余分なマージンを含むように計算されるため、3発ジェット機は高気温の高地にある空港や滑走路近くの地形クリアランスが問題となる空港から離陸するのに適している。
ツインジェットとは異なり、1つのエンジンが故障した場合、トライジェットは最寄りの適切な空港にすぐに着陸する必要はない（この利点はクアッドジェットでも共有される）。これは、航空機がオペレーターの保守基地の1つに近くない場合に有利であり、パイロットは飛行を継続し、修理を行うのにより適した空港に着陸できる可能性がある。さらに、1つのエンジンが作動しない地上の3発ジェット機については、2つのエンジンのフェリー飛行を実行するための承認を与えることができる。ETOPSが導入される前は、3発ジェット機とクアッドジェット機だけが、代替空港のない地域（大西洋や太平洋などの大洋を横断するようなルート）で長い国際線を飛行することができた。しかし、ETOPS認定のツインジェットも同様に使用できるため、この利点は近年ほとんどなくなっている。
トライジェット機が近年直面している最大の障害は、運用コスト、主に燃料効率である。3発エンジン設計は、同等の2発エンジン設計よりも多くの燃料を消費する。これはまた、特に旅客サービスのために、今日の新しい3発ジェット機の販売の難しさを大幅に増大させている。ただし、これは1970年から1990年代にかけて、トライジェットとツインジェットが同様の出力のエンジンを共有したときのトレードオフの価値があった。たとえば、DC-10、MD-11、ボーイング767、エアバスのA300、A310、A330はすべてゼネラル・エレクトリックCF6 、および3番目のエンジンからの追加出力により、DC-10 / MD-11は、A300 / A330双発機よりも長距離および/またはより重いペイロードで有利になった。1990年代以降、高バイパスターボファン技術のさらなる進歩により、大型ツインジェットにはボーイング777のゼネラル・エレクトリックGE90などの専用エンジンが搭載され、ツインジェットはほとんどのトライジェットや多くのクアッドジェットと同じタスクを効率的に実行できるようになった。

## 歴史

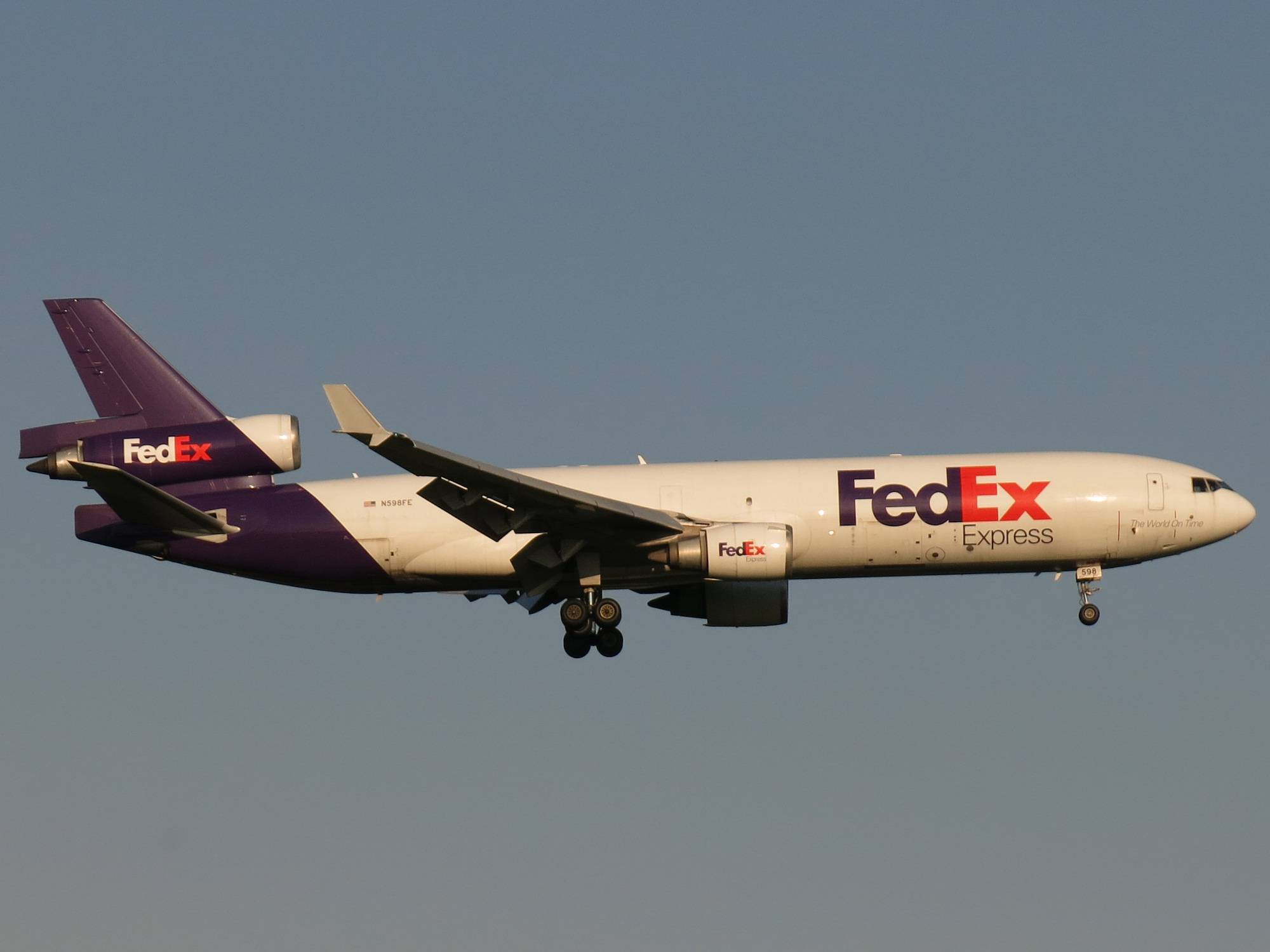
マクドネル・ダグラスMD-11は、DC-10の後継機として胴体が延長され、再設計されたもので、商用航空サービス向けに製造された最新のトライジェット。

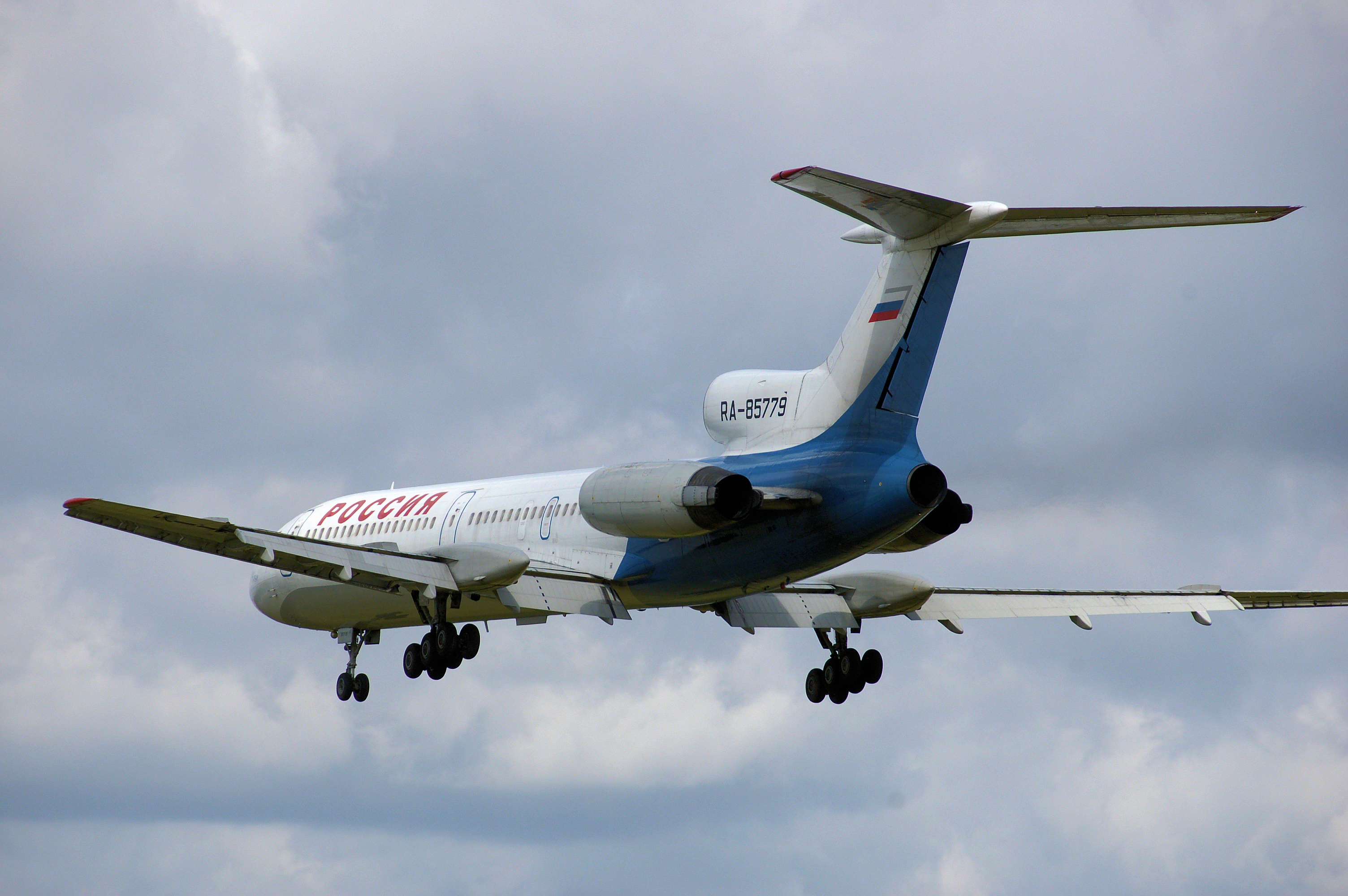
ロシア政府のためにロシア航空が運営するツポレフTu-154M

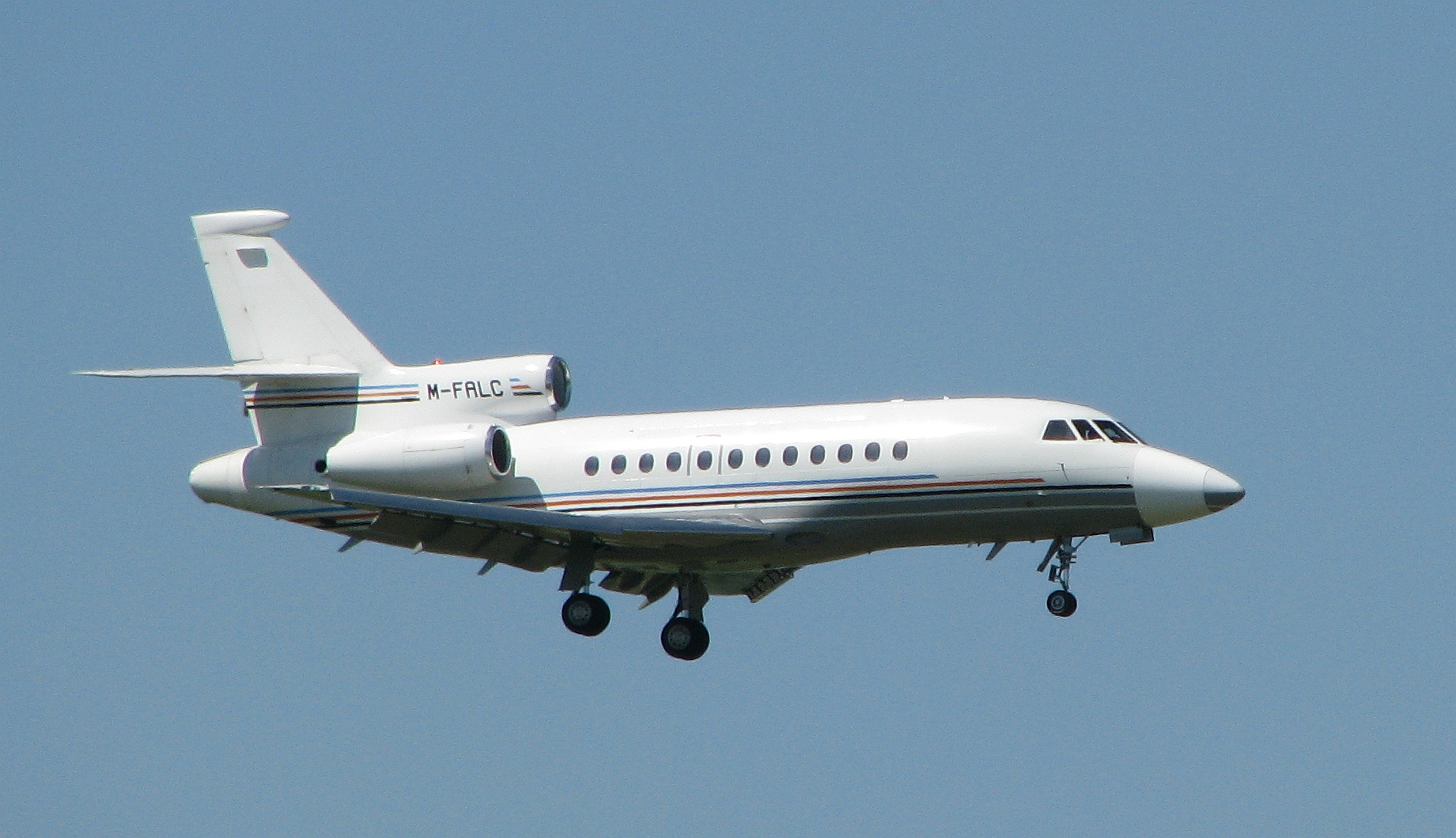
ダッソーファルコン900ビジネスジェット

飛行した最初のトライジェット機の設計は、1947年に最初に飛行したツポレフTu-73最初の商用3発ジェット機は、ホーカー・シドレートライデント（1962年）とボーイング727 （1963年）である。どちらも航空会社の要件を満たすための妥協案であった。トライデントの場合、それはBEAの変化するニーズを満たすことであったが、727は3つの異なる航空会社に受け入れられる必要があった。メーカー同士のコラボレーションも検討されたが、実現しなかった。
初期のアメリカのツインジェットの設計は、FAAの60分ルールによって制限されていた。この規則では、エンジンが故障した場合に備えて、ツインジェットのジェット旅客機の飛行経路は適切な空港からの飛行時間60分以内に制限されていた。1964年に、トライジェット機の設計では安全マージンが大きくなったため、この規則は解除された。
効率を高めて騒音を低減するハイバイパスターボファンの革新と、乗客/貨物容量を増やすためのワイドボディ（ツインアイル）の革新を備えた第2世代ジェット旅客機の場合、トライジェットの設計はクアッドジェット（4発ジェット機）とツインジェットの間のサイズ、範囲、およびコストの点で中型ワイドボディジェット旅客機の最適な構成と見なされ、これがトライジェット機の設計の急増につながった。
4発エンジンのボーイング747は、長距離で大型であるため大洋横断飛行で人気があったが、エアバスA300ツインジェットの元のモデルは短距離から中距離までに限定されていたため、高価であり、すべてのルートが座席数を埋めることができなかった。この期間中、マクドネル・ダグラスDC-10 、エアバスA300 、ボーイング767がゼネラル・エレクトリックCF6からエンジンを供給され、さまざまなジェット旅客機が同様の出力エンジンを共有していた。3番目のエンジンからの追加のパワーは、A300および767の双発機よりも長距離および/またはより重いペイロードでDC-10の利点をもたらした。したがって、DC-10やL-1011 トライスターなどの3発ジェット機の設計は、米国の航空会社が国内および大西洋横断ルートを求めていた中距離から長距離および中型のサイズでの最良の妥協点を表している。これらのトライジェットワイドボディとボーイング727の人気の結果として、1980年代の全盛期には、トライジェットはそのようなすべての米国のジェット旅客機の大部分を占めていた。
1985年から2003年にかけて、このような就役中の飛行機の数は1488機から602機に減少した。一方、ツインジェットの数は同時期に4倍以上になった。ロッキードとマクドネル・ダグラスの両方が、ワイドボディ市場で競争することで財政的に弱体化し、ロッキードは、損益分岐点に必要なユニットの半分しか生産しなかった後、1984年にL-1011の生産を終了した。いくつかの致命的なDC-10の墜落で、売り上げも減少した。1984年にボーイングは727の生産を終了した。その中央エンジンベイは、より静かな高バイパスターボファンに対応するために非常に高価な再設計が必要であった。すぐにエアバスがA320に、ボーイング737とボーイング757に取って代わられた。ハイバイパスターボファン技術のさらなる進歩とそれに続く航空会社の安全規則の緩和により、3発ジェット機、さらには4発ジェット機でさえ、ほとんどの旅客サービスで時代遅れになった。777のゼネラルエレクトリックGE90などの専用エンジンを搭載した大型ツインジェットでより効率的にカバーできた。
ダッソーファルコン7X、ファルコン8x、およびファルコン900ビジネスジェットを除いて、現在、3発エンジンの旅客機を製造しているメーカーはない。

### トライジェットの未来
エアバスは2008年に新しいツインテール3発ジェット機の設計について特許を申請した。そのテールエンジンはMD-11と同様の「ストレート」レイアウトを使用する予定だが、いつ開発または製造されるかは不明である。ただし、提案されたボーイングX-48ブレンデッドウィングボディの設計、ロッキードのN+2設計研究、およびアエリオンAS2超音速ビジネスジェットにも3つのエンジンが搭載されているはずであった。AS2プログラムは、Aerion Supersonicが存在しなくなった2021年5月にキャンセルされた。
Boom Technologyが計画しているオーバーチュア超音速輸送機（SST）の旅客機は、3つのエンジンを使用する予定で、3つ目のエンジンはテールに取り付けられ、Y字型のダクトと後部の両側に吸気口がある。

## 実例
アメリカ合衆国
- ボーイング727
- ボーイングX-48
- ロッキードL-1011トライスター
- マーティンXB-51
- マクドネル・ダグラスDC-10
  - マクドネル・ダグラスMD-11
  - マクドネル・ダグラスKC-10エクステンダー

 フランス
- ダッソーファルコン50
- ダッソーファルコン900
- ダッソーファルコン7X
- ダッソーファルコン8X

 イギリス
- ホーカー・シドレー・トライデント

 ソビエト連邦 /  ロシア
- ツポレフTu-154
- ヤコブレフ・Yak-40
- ヤコブレフ・Yak-42

## 提案または中断されたトライジェットの開発
- ボーイング747-300トライジェット－DC-10およびL-1011と競合するために747を小型化。4発エンジンに変更された。
- ブレンデッドウィングボディトライジェット－ボーイングX-48に基づいて提案された。
- マクドネルダグラスMD-XX－DC-10の拡張派生型、プロジェクトは棚上げ。
- ノースアメリカンNR-349－A-5ヴィジランティインターセプター派生型の提案、キャンセル。
- エアバスツインテールトライジェット[7]－ステータス不明。
- ダッソー超音速ビジネスジェット－一時停止。
- アエリオンAS2[12]－一時停止。
- スホーイ-ガルフストリームS-21
- ブーム・テクノロジーオーバーチュア
- ボーイング777–元々は1970年代にDC-10およびL-1011と競合する3発ジェット機767として想定されていた。後に新しいツインエンジン設計になった。